# Afrokillerz
AfroKillerz, provenientes de Chelas, Quinta da Vitória e Apelação surge AfroKilerz, um projeto de música electrónica (House e suas extensões) e ritmos urbanos fortificado por diversas sonoridades e culturas.
Composto outrora por três membros, hoje em dia é um duo que busca a saída do óbvio. Unindo instrumentos de percussão (Safari) e um Dj (Lands), demonstram todo o seu passado numa simbiose (mais precisamente Cabo-Verde & Angola) de ritmos dos seus antepassados, como também de todas as suas influências atmosfera a volta.